# 장크트푈텐란트군

장크트푈텐란트군의 위치

장크트푈텐란트군(독일어: Bezirk St. Pölten-Land)은 오스트리아 니더외스터라이히주에 위치한 군으로 행정 중심지는 장크트푈텐이며 면적은 1,286.88km2, 인구는 134,046명(2023년 기준), 인구 밀도는 104명/km2이다. 헌장 도시로 지정된 장크트푈텐 전체를 둘러싸고 있다. 북쪽으로는 크렘스란트군, 크렘스안데어도나우, 북동쪽으로는 툴른군, 동쪽으로는 빈, 남동쪽으로는 뫼들링군, 바덴군, 남쪽으로는 릴리엔펠트군, 남서쪽으로는 샤입스군, 서쪽으로는 멜크군과 접한다.

## 하위 행정 구역
6개 도시, 25개 시장도시, 14개 일반 시를 관할한다.
- 도시
  - 헤르초겐부르크(Herzogenburg)
  - 노이렝바흐(Neulengbach)
  - 프레스바움(Pressbaum)
  - 푸르커스도르프(Purkersdorf)
  - 트라이스마우어(Traismauer)
  - 빌헬름스부르크(Wilhelmsburg)
- 시장도시
  - 아틀렝바흐(Altlengbach)
  - 아스퍼호펜(Asperhofen)
  - 뵈하임키르헨(Böheimkirchen)
  - 아이흐그라벤(Eichgraben)
  - 프랑켄펠스(Frankenfels)
  - 가블리츠(Gablitz)
  - 하프너바흐(Hafnerbach)
  - 호프슈테텐그뤼나우(Hofstetten-Grünau)
  - 카펠른(Kapelln)
  - 카를슈테텐(Karlstetten)
  - 키르히베르크안데어필바흐(Kirchberg an der Pielach)
  - 키르히슈테텐(Kirchstetten)
  - 마리아안츠바흐(Maria Anzbach)
  - 마르커스도르프하인도르프(Markersdorf-Haindorf)
  - 마우어바흐(Mauerbach)
  - 미헬바흐(Michelbach)
  - 나이들링(Neidling)
  - 누스도르프오프데어트라이젠(Nußdorf ob der Traisen)
  - 오버그라펜도르프(Ober-Grafendorf)
  - 오브리츠베르크루스트(Obritzberg-Rust)
  - 프린처스도르프(Prinzersdorf)
  - 피라(Pyhra)
  - 라벤슈타인안데어필라흐(Rabenstein an der Pielach)
  - 툴너바흐(Tullnerbach)
  - 뵐블링(Wölbling)
- 일반 시
  - 브란트라벤(Brand-Laaben)
  - 게러스도르프(Gerersdorf)
  - 하우놀트슈타인(Haunoldstein)
  - 인처스도르프게처스도르프(Inzersdorf-Getzersdorf)
  - 카스텐바이뵈하임키르헨(Kasten bei Böheimkirchen)
  - 로이흐(Loich)
  - 노이슈티프트이너만칭(Neustift-Innermanzing)
  - 페르슐링(Perschling)
  - 장크트마르가레텐안데어지르닝(St. Margarethen an der Sierning)
  - 슈바르첸바흐안데어필라흐(Schwarzenbach an der Pielach)
  - 슈타첸도르프(Statzendorf)
  - 슈퇴싱(Stössing)
  - 바인부르크(Weinburg)
  - 볼프스그라벤(Wolfsgraben)